# Steffen Bukold
Steffen Bukold (* 20. Februar 1961 in Göppingen) ist ein deutscher Politologe mit den Schwerpunkten Öl, Gas, Wasserstoff und Energiepreise.

## Leben
Bukold studierte Politikwissenschaft und Philosophie sowie Öffentliches Recht, Anglistik und Skandinavistik in Heidelberg und Hamburg. Im Jahr 1989 schloss er sein Studium als Diplompolitologe mit einer Abschlussarbeit über die Containerisierung des Hamburger Hafens ab.
Nach mehreren Forschungsprojekten an der Technischen Universität Hamburg-Harburg am Lehrstuhl von  Dieter Läpple zu den Themen Güterverkehr, Regionalökonomie, Maschinenbau und Technikentwicklung promovierte er 1994 – unterstützt von einem Stipendium der Hans-Böckler-Stiftung – mit dem Thema „Kombinierter Verkehr Schiene/Straße in Europa“. Darin untersuchte er in einer interdisziplinären Pfadanalyse die Entstehung neuer Transportsysteme.
Bis 2005 forschte und arbeitete Bukold in den Niederlanden (TNO Delft und Panteia/NEA Rijswijk), Frankreich (Ecole nationale des ponts et chausées, Institut nationale de recherche sur les transports et leur sécurité) und Belgien (Europäische Kommission) zu den Themenschwerpunkten  Verkehr, Infrastruktur und Finanzmärkte. Er beriet dabei Ministerien, Unternehmen und europäische Institutionen in West- und Nordeuropa. Von 1994 bis 1998 war er Projektleiter beim European Centre for Infrastructure Studies in Rotterdam, einem europäischen Think Tank für europäische Verkehrs- und Energienetze (TEN).
Nach der Veröffentlichung mehrerer Fachpublikationen zum Thema Erdöl gründete Bukold 2008 in Hamburg das Forschungs- und Beratungsbüro EnergyComment mit Schwerpunkt auf der interdisziplinären und international vergleichenden Analyse der Themen Öl, Gas, Energiepreise und Wasserstoff. Er berät NGOs, Unternehmen und die Politik zu Fragen der Energiewende und Energieversorgung der Zukunft. Von 2009 bis 2021 gab er die internationale, 14-täglich erscheinende Publikation Global Energy Briefing heraus. Seit 2008 erstellt er Analysen und Recherchen zu zahlreichen Aspekten der Energiemärkte und Energiepolitik. Er lebt seit 2005 in Hamburg.

## Publikationen
- Öl im 21. Jahrhundert, Band 1: Grundlagen und Kernprobleme, Oldenbourg Verlag, München 2008, ISBN 978-3-486-58899-6, 392 S.
- Öl im 21. Jahrhundert, Band 2: Alternativen und Strategien, Oldenbourg Verlag, München 2009, ISBN 978-3-486-58898-9, 220 S.
- The State of European Infrastructure, European Centre for Infrastructure Studies (Hrsg.), Rotterdam 1996, 276 S.
- Kombinierter Verkehr Schiene-Strasse in Europa : eine vergleichende Studie zur Transformation von Gütertransportsystemen, Dissertation Universität Bremen, Lang-Verlag, Berlin, Bern, New York, Paris, Wien Frankfurt/M. 1996, ISBN 3-631-49401-7, 349 S.
- Express-Transport in der Bundesrepublik Deutschland. Technische Universität Hamburg-Harburg, Hamburg 1991, 64 S., Signatur: D 91b/9805 (Bereitstellung Frankfurt/M.)
- Global Energy Briefing, lfd. Ausgaben, Jg. 1-12, Hamburg 2009-2021
- China Energy Briefing, lfd. Ausgaben, Jg. 1-2, Hamburg 2011-2013
- mit Helmut Deecke und Dieter Läpple: Der Hamburger Hafen und das Regime der Logistik, Institut für Stadt-, Regional- und Transportforschung e.V. in Zusammenarbeit mit dem Arbeitsbereich Stadtökonomie der Technischen Universität Hamburg-Harburg (Hrsg.), Reidar-Verlag, Hamburg 1991, ISBN 3-924848-29-7
- mit Petra Thinnes (Hrsg.): Boomtown oder Gloomtown? Strukturwandel einer deutschen Metropole: Hamburg. Ed. Sigma, Berlin 1991, ISBN 3-89404-325-3, 244 S.